# Chine sous contrôle communiste de 1927 à 1949
 (décembre 2024).
Si vous disposez d'ouvrages ou d'articles de référence ou si vous connaissez des sites web de qualité traitant du thème abordé ici, merci de compléter l'article en donnant les références utiles à sa vérifiabilité et en les liant à la section « Notes et références ».

Drapeau de l'armée rouge des travailleurs et des paysans de Chine

La Chine sous contrôle communiste (en chinois 中国共产党革命根据地), officiellement nommée la Zone soviétique (蘇區), est l'ensemble des territoires chinois contrôlés par le Parti communiste chinois de 1927 à 1949, pendant la période républicaine et la guerre civile avec le gouvernement nationaliste du Kuomintang.
Il y a six zones soviétiques entre 1927 et 1933 : le soviet de Hailufeng, celui de Ching-kang-shan, le Soviet central dans le Jiangxi oriental à la frontière du Fujian, le Soviet du O-Yü-Wan (en) (Hubei-Henan-Anhui), Hsiang-o-hsi (Hubei occidental et Henan) et le Hsiang-kan (Henan-Jiangxi). 
Le Soviet central fut la base principale du Parti communiste où son leader Mao Zedong a émis une directive le 1er septembre 1931 pour que le Soviet central mobilise les masses dans la région peu avant la proclamation de la République soviétique chinoise le 7 novembre de la même année. Pendant la guerre contre les Japonais, le Parti communiste chinois forme une nouvelle alliance avec le Kuomintang pour résister à l'envahisseur. La République soviétique chinoise est alors déclarée dissoute en septembre 1937, mais les communistes conservent dans les faits le contrôle de leur territoire jusqu'à la fin du conflit mondial et à la reprise de la guerre civile.